# Skala Więzi Małżeńskiej
Skala więzi małżeńskiej – narzędzie opracowane w 1980 przez Józefa Szopińskiego. Jest to wywiad składający się z 60 zdań, do których osoba badana ma się ustosunkować na 5-stopniowej skali (od „bardzo często” do „bardzo rzadko”). Odpowiedzi te są punktowane od 1 do 5. Maksymalna liczba punktów możliwych do uzyskania wynosi 300.
Skalą bada się parę zwracającą się po poradę seksuologiczną lub małżeńską. Według autora średnia liczba punktów u mężczyzn wynosi 148, a u kobiet 247. Za małą różnicę więzi między partnerami uznaje się 0-4 punktów, średnią: 5-45 punktów, zaś za dużą powyżej 45 punktów.

## Podskale
- współodczuwanie
- współrozumienie
- współdziałanie

## Właściwości psychometryczne skali
Spójność wewnętrzna narzędzia wynosi 0,94. Wyniki uzyskane w skali negatywnie korelują z neurotyzmem, zaś korelacja z ekstrawersją mierzoną za pomocą Maudsley Personality Inventory jest nieistotna. Wyniki skali obniżają się istotnie w miarę trwania małżeństwa.